# Saeima
A Saeima vagy Lett Parlament Lettország törvényhozó szerve. 100 tagja van, akiket négy évre választanak. Az ország 5 választási kerületre van felosztva. Arányos rendszerű választáson egy-egy pártnak 5%-ot kell szereznie, hogy képviseltethesse magát a Saeimában. A legutolsó Lettországi parlamenti választásokat 2022-ben tartották.

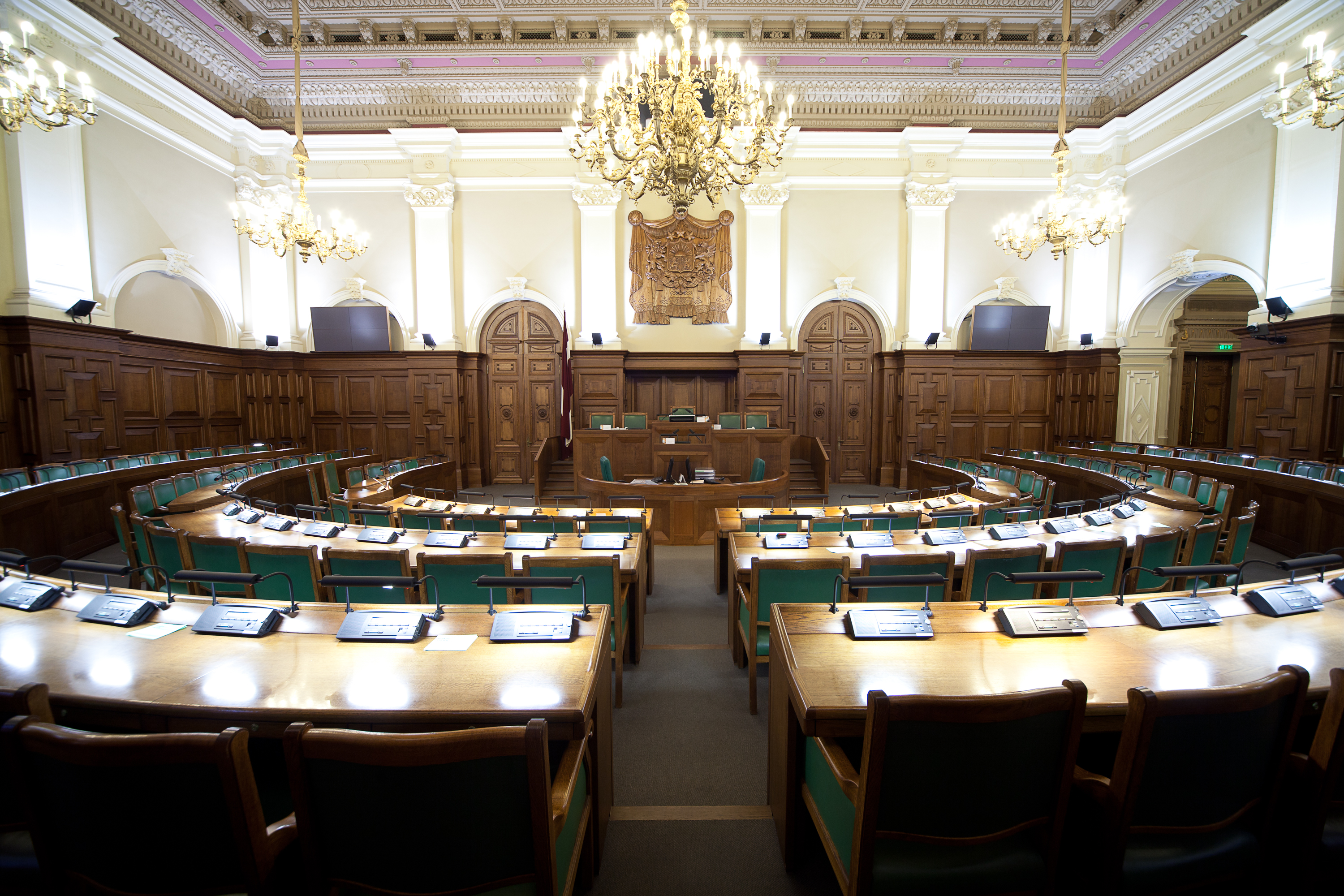
A lovagház ülésterme